# Sashana Campbell
Sashana Carolyn Campbell (Kingston, 2 marzo 1991) è una calciatrice giamaicana, difensore del Maccabi Kishronot e della nazionale giamaicana femminile.

## Carriera

### Nazionale
Con la Nazionale giamaicana femminile ha preso parte alla CONCACAF Women's Championship 2018.

## Statistiche

### Cronologia delle presenze e delle reti in Nazionale
| Cronologia completa delle presenze e delle reti in nazionale ― Giamaica | Cronologia completa delle presenze e delle reti in nazionale ― Giamaica | Cronologia completa delle presenze e delle reti in nazionale ― Giamaica | Cronologia completa delle presenze e delle reti in nazionale ― Giamaica | Cronologia completa delle presenze e delle reti in nazionale ― Giamaica | Cronologia completa delle presenze e delle reti in nazionale ― Giamaica | Cronologia completa delle presenze e delle reti in nazionale ― Giamaica | Cronologia completa delle presenze e delle reti in nazionale ― Giamaica |
| Data                                                                    | Città                                                                   | In casa                                                                 | Risultato                                                               | Ospiti                                                                  | Competizione                                                            | Reti                                                                    | Note                                                                    |
| ----------------------------------------------------------------------- | ----------------------------------------------------------------------- | ----------------------------------------------------------------------- | ----------------------------------------------------------------------- | ----------------------------------------------------------------------- | ----------------------------------------------------------------------- | ----------------------------------------------------------------------- | ----------------------------------------------------------------------- |
| 05/10/2018                                                              | Edinburg                                                                | Canada                                                                  | 2 - 0                                                                   | Giamaica                                                                | CONCACAF Women's Championship 2018                                      | -                                                                       |                                                                         |
| 08/10/2018                                                              | Edinburg                                                                | Giamaica                                                                | 1 - 0                                                                   | Costa Rica                                                              | CONCACAF Women's Championship 2018                                      | -                                                                       |                                                                         |
| 11/10/2018                                                              | Edinburg                                                                | Cuba                                                                    | 0 - 9                                                                   | Giamaica                                                                | CONCACAF Women's Championship 2018                                      | 2                                                                       |                                                                         |
| Totale                                                                  |                                                                         | Presenze                                                                | 3                                                                       |                                                                         | Reti                                                                    | 2                                                                       |                                                                         |